# Doumani Peak
Doumani Peak är en bergstopp i Antarktis. Den ligger i Västantarktis. Inget land gör anspråk på området. Toppen på Doumani Peak är 2 675 meter över havet.
Terrängen runt Doumani Peak är varierad. Trakten är obefolkad. Det finns inga samhällen i närheten.